# Savage (jeu vidéo)
Pour les articles homonymes, voir Savage.
Savage est un jeu vidéo d'action développé par Probe Software et publié par Firebird Software en 1988 sur ZX Spectrum, Commodore 64, Amstrad CPC, Atari ST et MS-DOS. En 1989, Firebird publie une version sur Amiga.

## Accueil
- Tilt : 17/20[1]
- Your Sinclair : 9/10[2]
- Dragon : 4/5[3]